# Svetlana Zjoerova
Svetlana Sergejevna Zjoerova (Russisch: Светлана Сергеевна Журова) (Pavlovo-na-Neve, 7 januari 1972) is een voormalig Russische schaatsster.

## Biografie
Zjoerova begon op haar vierde met kunstrijden en stapte op latere leeftijd over naar het hardrijden. Ze nam vanaf 1994 ieder jaar deel aan de WK Sprint en ook diverse keren aan de WK Afstanden. Ze won in 1996 goud op de 500 meter, en haalde in de jaren daarna nog driemaal een zilveren en eenmaal een bronzen medaille op die afstand. De 1000 meter heeft haar nooit echt goed gelegen.
Zjoerova is getrouwd met tenniscoach Artemi Tsjernenko. Ze maakte in het seizoen 2004-2005 haar comeback na in 2003 een zoontje te hebben gekregen. Op het WK Sprint 2006 in Heerenveen won ze tot ieders verbazing goud, na succesvol te zijn geweest op alle vier de afstanden: ze werd tweemaal derde en tweemaal eerste. Ze won de afsluitende 1000 meter. Zelf verklaarde ze na afloop dat de rustpauze van twee jaar die ze had genomen haar goed heeft gedaan: ze was bijzonder ontspannen en was mentaal sterker geworden.
Op de Olympische Winterspelen van 2006 in Turijn was ze gedoodverfd favoriete, deze rol maakte ze waar: ze won goud op de 500 meter, vóór de Chinese dames Wang Manli (zilver) en Ren Hui (brons). Op de 1000 meter behoorde ze door haar winst tijdens de WK Sprint ook tot de favorieten, hier werd ze echter door een zwakke slotronde teleurstellend zevende.
Op 30 maart 2007 maakte ze bekend te stoppen met haar schaatscarrière en dat ze zich wil gaan richten op parlementswerk van de regio Sint-Petersburg. Ze is voorzitter van de commissie jeugd, cultuur en sport..

## Records

### Persoonlijk records[2]
| Afstand    | Tijd    | Datum            | Baan           |
| ---------- | ------- | ---------------- | -------------- |
| 500 meter  | 37,55   | 9 maart 2001     | Salt Lake City |
| 1000 meter | 1.15,02 | 17 februari 2002 | Salt Lake City |
| 1500 meter | 1.58,64 | 9 december 2001  | Salt Lake City |
| 3000 meter | 4.25,02 | 19 november 2000 | Calgary        |

### Wereldrecords
| Nr. | Afstand     | Tijd   | Datum         | Baan  |
| --- | ----------- | ------ | ------------- | ----- |
| 1.  | 2×500 meter | 79,300 | 15 maart 1996 | Hamar |

#### Wereldrecords laaglandbaan (officieus)
| Nr. | Afstand     | Tijd   | Datum            | Baan       |
| --- | ----------- | ------ | ---------------- | ---------- |
| 1.  | 2×500 meter | 79,300 | 15 maart 1996    | Hamar      |
| 2.  | 500 meter   | 38,04  | 12 maart 1999    | Heerenveen |
| 3.  | 2×500 meter | 76,340 | 25 december 2005 | Moskou     |

## Resultaten
| jaar | Olympische Spelen | WK Afstanden       | WK Sprint |
| ---- | ----------------- | ------------------ | --------- |
| 1991 |                   |                    | 19e       |
| 1992 | -                 |                    | -         |
| 1993 |                   |                    | 26e       |
| 1994 | 7e 500m 24e 1000m |                    | 17e       |
| 1995 |                   |                    | 26e       |
| 1996 |                   | 500m · 14e 1000m   | 26e       |
| 1997 |                   | 5e 500m 14e 1000m  | 12e       |
| 1998 | 9e 500m 12e 1000m | 500m · 11e 1000m   | 21e       |
| 1999 |                   | 500m · 8e 1000m    | 8e        |
| 2000 |                   | 500m · 13e 1000m   | 7e        |
| 2001 |                   | 500m · 6e 1000m    | 5e        |
| 2002 | 7e 500m 11e 1000m |                    | 6e        |
| 2003 |                   | 7e 500m 8e 1000m   | 16e       |
| 2004 |                   | -                  | -         |
| 2005 |                   | 14e 500m 18e 1000m | 22e       |
| 2006 | 500m · 7e 1000m   |                    | Goud      |

### Medaillespiegel
| kampioenschap     | goud | zilver | brons |
| ----------------- | ---- | ------ | ----- |
| Olympische Spelen | 1    | 0      | 0     |
| WK Afstanden      | 1    | 3      | 1     |
| WK Sprint         | 1    | 0      | 0     |

1960: Helga Haase ·
1964: Lidia Skoblikova ·
1968: Ljoedmila Titova ·
1972: Anne Henning ·
1976: Sheila Young ·
1980: Karin Enke ·
1984: Christa Rothenburger ·
1988: Bonnie Blair ·
1992: Bonnie Blair ·
1994: Bonnie Blair ·
1998: Catriona Le May-Doan ·
2002: Catriona Le May-Doan ·
2006: Svetlana Zjoerova ·
2010: Lee Sang-hwa ·
2014: Lee Sang-hwa ·
2018: Nao Kodaira ·
2022: Erin Jackson